# Arethaea coyotero
Arethaea coyotero är en insektsart som beskrevs av Morgan Hebard 1935. Arethaea coyotero ingår i släktet Arethaea och familjen vårtbitare. Inga underarter finns listade i Catalogue of Life.